# Szédülés
Szédülés (latinul: vertigo) alatt az egyensúlyzavar érzését értjük, minden esetben az egyensúlyi szervrendszer valamely szakaszának sérülése áll a háttérben. Előfordulása a népességben jellemzően az életkor előrehaladtával nő, a 65 év felettiek akár 80%-át is érintheti. Háttérében leggyakrabban alacsony folyadékbevitel áll. Az egyensúlyszerv megbetegedése is okozhatja.

## Okai
Fontos elkülöníteni, hogy a tünetek hátterében egyensúlyrendszeri betegség vagy egyéb probléma áll. Utóbbi okai lehetnek az alacsony folyadékbevitel mellett többek közt: szorongásos tünetegyüttes, cukorbetegség, vérnyomásprobléma, szívritmuszavar, vérellátási zavar, vérképzőszervi betegség, sclerosis multiplex és agydaganat is.

### Egyensúlyrendszeri betegségek
- Jóindulatú helyzeti szédülés (BPPV)
- Belsőfülgyulladás (Vestibularis neuronitis)
- Ménière-kór